# Wikitruth

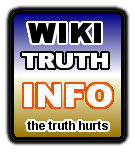
Wikitruthのロゴタイプ

Wikitruth（ウィキトゥルース）は、かつて存在したウェブサイト。フリー百科事典「ウィキペディア」の編集方針に抗議することを目的とし、MediaWikiを使用していた。

## 概要
ウィキペディアで削除されたページを集めて再公開していた。「何百時間もWikipediaの編集に時間を費やしたが、一部のウィキペディアンにより無意義な削除が行われている。これはWikipedia自身による検閲であり、それによって本来なら正しいはずの情報が葬られてしまうことがある」と主張していた。これに対してウィキメディア財団の理事長でもあるジミー・ウェールズは、「悪ふざけ」だとWikitruthを非難していた。
Wikitruthは2009年2月に「Goodbye」と題した声明を発表して活動を終了した。